# Liosina blastifera
Liosina blastifera är en svampdjursart som beskrevs av Vacelet, Bitar, Carteron, Zibrowius och Perez 2007. Liosina blastifera ingår i släktet Liosina och familjen Dictyonellidae. Inga underarter finns listade i Catalogue of Life.